# Сподњи Жерјавци
Сподњи Жерјавци (словен. Spodnji Žerjavci) су насељено место у општини Ленарт, Подравска регијс, Словенија.

## Историја
До територијалне реорганизације у Словенији били су у саставу старе општине Ленарт.

## Становништво
У попису становништва из 2011. године, Сподњи Жерјавци су имали 347 становника.
| Број становника према пописима | Број становника према пописима | Број становника према пописима |
| ------------------------------ | ------------------------------ | ------------------------------ |
| 1991                           | 2002                           | 2011                           |
| 305                            | 320                            | 347                            |